# 微软自然键盘

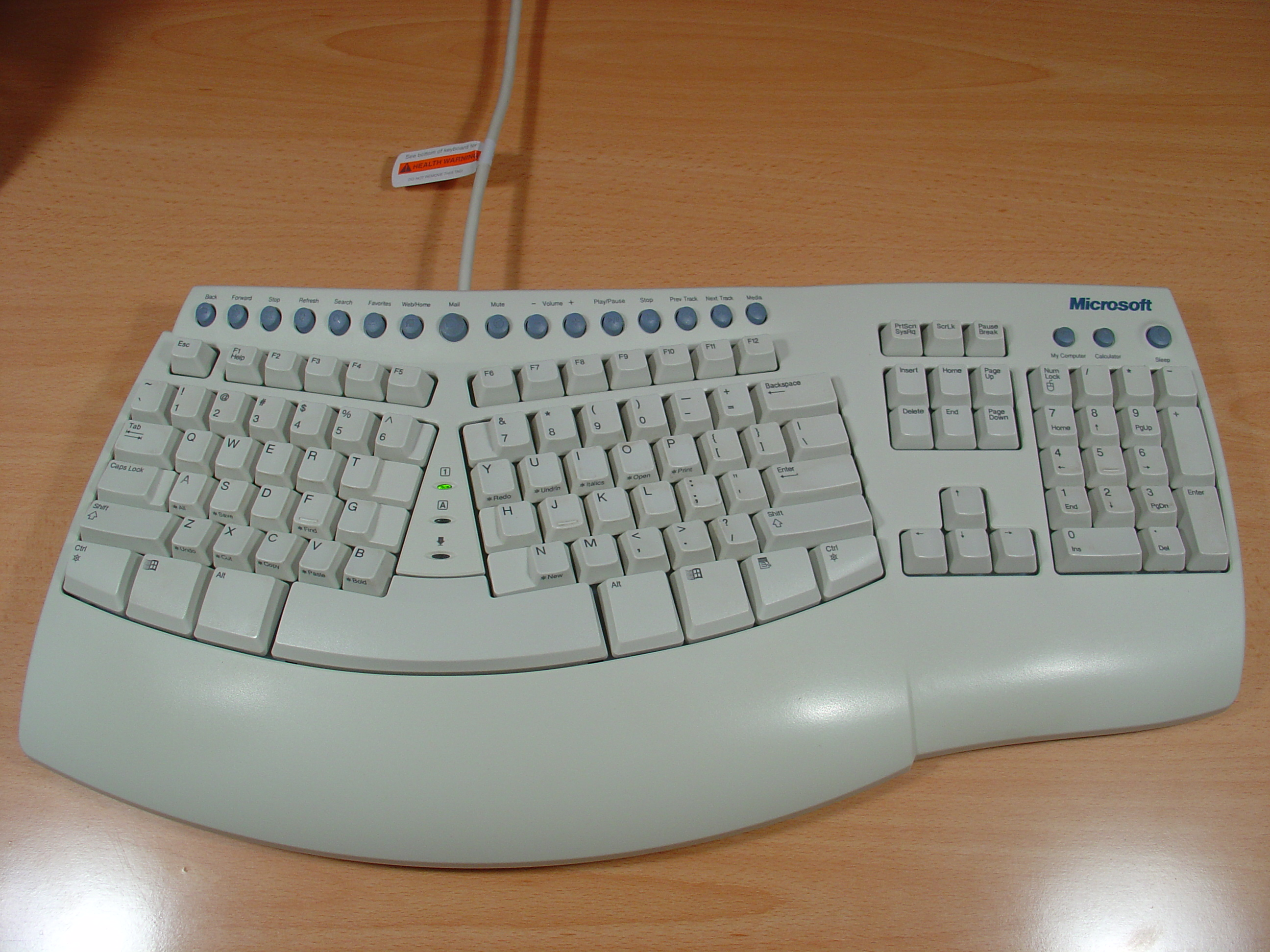
Microsoft Natural Keyboard Pro

微软自然键盘（Microsoft Natural Keyboard）是微软公司生產的键盘，分为Pro和Elite兩個版本。

## 特点
- 三种版本均采用人体工学设计，流线造型设计。同时具有两个USB接口
- 快速键：快速鍵功能可單鍵啟動瀏覽器、收发电子邮件以及播放音樂。软件IntelliType可自訂键盘的快速键